# BTR-4
BTR-4是乌克兰以苏联时代的BTR-60/70/80装甲车作為技術基础發展的八輪驅動輪式裝甲車。

## 概述
2002年，根据BTR-3U在阿拉伯聯合大公國的测试结果，乌克兰开始研发新型装甲车。2006年，在基辅Aviasvit-21航展上首次展示了BTR-4的原型车。2007年1月，该车通过两栖性能测试。2008年進入量产。
2009年，乌克兰与伊拉克签订了出口420辆BTR-4和6架An-32共计5.5亿美元的合同。2011年向与伊拉克交付首批26辆BTR-4。2012年交付第二批次62辆。2013年，当第三批40辆BTR-4运抵伊拉克乌姆盖萨尔港口时，被伊方以质量缺陷为由拒收，于2014年1月运回乌克兰。顿巴斯战争开始后，虽是沙漠涂装，索性将这批BTR-4直接运至前线，交予新组建乌克兰国民警卫队使用。5月在頓涅茨克州斯洛維揚斯克附近投入作战。
2016年，乌克兰对BTR-4装甲车進行去俄國供應鏈化的改造工程，放弃使用俄罗斯零件，改用北约标准，為了增加動力選項引進德国道依茨公司製柴油引擎作為動力來源方案。

## 设计
BTR-4的車體內部艙室設計沒有繼承蘇聯的BTR-60以降研發的輪型裝甲車，而與德國狐式輪型裝甲車更為相似。车长及驾驶员的位置在底盘前部(车长右，驾驶员左)。车长和驾驶员身侧均有侧门，头顶也分别开有顶门。驾驶员、车长座椅均为整体吊装式，可依身高进行调节并能向左右转动。車窗均採用防彈玻璃材質。在車窗降下裝甲防護板時，駕駛員配有一具有夜視功能的潛望鏡確保前方視野，車長則有三具潛望鏡觀察車子的前方與左右方。
駕駛艙後方為動力室，引擎與變速箱裝在此處，動力室右方預留避免一條通道使駕駛車組可以與後方艙室連通。BTR-4的車首設計可以提供駕駛與車長比BTR-80系較好的觀察視野。BTR-4的乘員艙可以配備多種炮塔，可搭乘士兵數量會因為炮塔種類不同而增減。車尾尾門為左右對開設計，無裝設炮塔的型號還有可上開的輔助艙門。成員艙設有可讓步槍對外射擊的槍眼，車身兩側分別有3—4處、車尾右尾門有1處。顶部两侧设有潜望镜供载员观察外部情况。
官方宣傳資料表示，BTR-4車殼採用北約STANAG_4569防护标准之二級防護規格，僅具有對輕兵器的基礎防禦能力，但廠商有外加裝甲可供選配，在披覆強化裝甲時，具備對重機槍的防禦效果。

## 型号
- BRM-4K - 侦察型
- BTR-4K - 指挥型
- BTR-4KSh -
- BTR-4E1[10]
- MOP-4K -
- BREM-4K - 装甲抢修车型
- BSEM-4K - 救护车型
- BMM-4A -
- BMM-4B -
- BMM-4C -

## 使用国

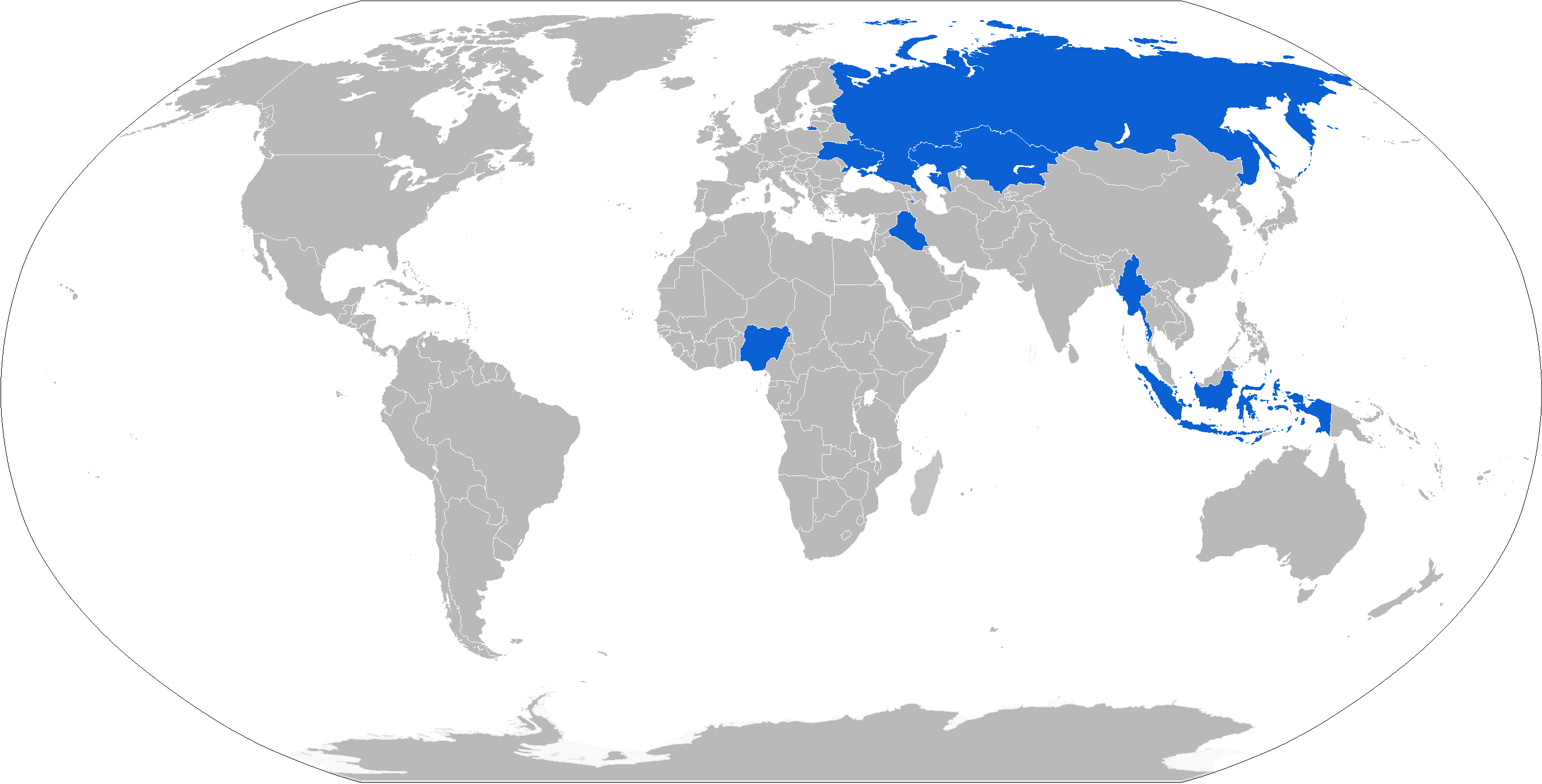
BTR-4使用国

- 印度尼西亞
  - 印尼海军陆战队 - 装备54辆。[11][12][11][12]
- 伊拉克
  - 伊拉克陆军 - 订购420辆。[13]
- - 哈萨克陆军 - 装备100辆。
- 奈及利亞
  - 尼日利亚警察 - 使用5辆。[14] [14]
- 乌克兰
  - 乌克兰陆军
  - 乌克兰民族卫队

- 顿涅茨克人民共和国 - 自乌克兰虏获。[18]